# Eudendrium corrugatum
Eudendrium corrugatum is een hydroïdpoliep uit de familie Eudendriidae. De poliep komt uit het geslacht Eudendrium. Eudendrium corrugatum werd in 1985 voor het eerst wetenschappelijk beschreven door Watson. 